# デュオフォニック
デュオフォニック(Duophonic)とは、1950年代〜1970年代にリリースされたモノラル録音のステレオ化にキャピトル・レコードが使用するオーディオ信号処理の名前である。

## 解説
このプロセスは、モノラル録音を電気的に再処理してステレオ化するものである。これらは疑似ステレオあるいはフェイクステレオと言われた。
デュオフォニックに限らず、各社からいろいろな形でモノラル音源に疑似ステレオが適用され、複数の手法がある。
- 1、モノラル信号を2つのチャンネルに分割し、片チャンネルの信号を数ミリ秒から数十ミリ秒遅延させる方法。

この方法では、片チャンネルは低域をカットしている。
稀に、左右で音質を変えて片チャンネル遅延させている場合もある。
- 2、遅延回路を使用しない方法で、イコライザーのみで左右の音を作り立体感を出す方法がある。

例えば、片チャンネルは低域を強調し、もう片チャンネルは高域を強調する方法。レコード会社によっては、片チャンネルに(低域・高域)、もう片チャンネルに(中域)を強調する場合がある。
また、定かではないがこの方式においては左右逆位相で合成しても、位相のキャンセルが起こらない為、両チャンネルにオールパスフィルターを何段か通している可能性がある。
- 3、原音(モノラル)と、それ自身を数ミリ〜数十ミリ秒ずらした正相と逆相の音をそれぞれ左右に配置しミックスさせた方法である。

この方法は両チャンネルにコムフィルタが生成され、片チャンネルで山と谷になっている周波数はもう片チャンネルでは互い違いの周波数特性が生成される。
遅延時間によって広がり方が変化する。
また、この方法はモノラルに変換すると逆相成分が相殺されるため、違和感なくモノラル化が可能。
この方法はキングレコードから発売されたザ・ピーナッツの1974年発売のベストアルバムの「気になる噂」収録の8曲目の「可愛い花」、9曲目の「情熱の花」に適用された。
また、同会社から発売された、ガラスの部屋のサウンドトラックのLPにも、この方法が採用された。
- 4、リバーブやステレオエコーがモノラルトラックに追加されることもあった。

キャピトル・レコードは、ステレオレコード盤を増産するために疑似ステレオを発売した。キャピトル・レコードは「DUOPHONIC –  For Stereo Phonographs Only」というバナーを使用した。キャピトル・レコードは1961年6月にこのプロセスを開始し、1970年代まで続けた。キャピトル・レコードからリリースされたモノラル録音のビーチボーイズやフランク・シナトラのLPは上記の手法でステレオ化された。
しかし、一部の疑似ステレオ音源はキャピトル・レコードの保管庫で正規のステレオ録音と混合され、1980年代と1990年代を通じてCDで再リリースされた。
キャピトル・レコードは、ビートルズのデュオフォニックミックスの一部を意図的にThe Capitol Albums、Volume 1とThe Capitol Albums、Volume 2にそれぞれ2004年と2006年に再リリースした。
まれに、意図的に疑似ステレオを使用するアーティストもいる。モノラル録音をステレオリミックスできない場合に、疑似ステレオが使用されることもあった。例として、ビートルズの曲「I Am the Walrus」のステレオ盤があり、約2分を過ぎたあたりから、疑似ステレオに切り替わる。
その疑似ステレオの部分はBBC放送からのライブラジオでモノラル音源のため上記の通り疑似ステレオで収録したという経緯がある。
疑似ステレオは他のレコード会社も同様の処理を施しステレオ効果を作ったが、その処理を別の名前に変更して発売した。
コロンビア・レコードでは、ジャケット上部に「Electronically Re-channeled for Stereo」という表記をして再発売していた。
コロンビア・レコードの疑似ステレオは主にマイルス・デイビスの「ラウンド・アバウト・ミッドナイト(PC 8649)などのアーティストのアルバムであった。